# Olympiques de Gatineau
Olympiques de Gatineau (engelska: Gatineau Olympiques) är en kanadensisk ishockeyklubb i Gatineau i Québec, Kanada. Klubben spelar i serien QMJHL. I klubben har flera spelare som senare blivit kända profiler i NHL spelat.

## Kända före detta spelare
- Claude Giroux
- Luc Robitaille
- Jose Theodore
- Radim Vrbata
- Jiri Fischer
- Sylvain Turgeon
- Ales Hemsky
- Sylvain Cote
- Jeremy Roenick
- Martin Gelinas
- David Krejčí